# Шампејн (Илиноис)
Шампејн (енгл. Champaign) град је у америчкој савезној држави Илиноис. По попису становништва из 2010. у њему је живело 81.055 становника.

## Демографија
Према попису становништва из 2010. у граду је живело 81.055 становника, што је 13.537 (20,0%) становника више него 2000. године.
| Група             | 2000.          | 2010.          |
| Белци             | 48.168 (71,3%) | 52.533 (64,8%) |
| Афроамериканци    | 10.543 (15,6%) | 12.680 (15,6%) |
| Азијати           | 4.611 (6,8%)   | 8.566 (10,6%)  |
| Хиспаноамериканци | 2.724 (4,0%)   | 5.111 (6,3%)   |
| Укупно            | 67.518         | 81.055         |